# Кропачёво
Кропачёво — рабочий посёлок в Ашинском районе Челябинской области России. Железнодорожная станция. Расположен в 320 км к западу от Челябинска.

## История
Населённый пункт возник в связи со строительством Самаро-Златоустовской железной дороги в 1885 году. Станция получила название в честь А. П. Кропачева (1824—1906), купца-подрядчика, принимавшего участие в сооружении магистрали. В 1900 году вокруг станции вырос посёлок Андреевский (позже Андреевка). В 1929 году посёлки Андреевка и станции Кропачёво объединены в рабочий посёлок Кропачёво.
«Корпачёво» — в лексиконе колхозников и жителей сёл, окружающих Кропачёво, когда-то бытовало искажённое разговорное слово «Корпачёво», видимо, для упрощения в произношении. Исторические же лица, как известно, и братья-инженеры, и купец 1-й гильдии, в честь которых были названы станция и посёлок, свою фамилию писали строго как Кропачёвы.
В начале XX века действовал переселенческий врачебно-питательный пункт.

## Население
| 2002  | 2005  | 2006  | 2007  | 2008  | 2009  | 2010  |
| ----- | ----- | ----- | ----- | ----- | ----- | ----- |
| 5290  | ↘5266 | ↘5230 | ↘5145 | ↗5240 | ↘4949 | ↗5018 |
| 2011  | 2012  | 2013  | 2014  | 2015  | 2016  | 2017  |
| ↘5012 | ↘4966 | ↘4873 | ↘4747 | ↘4707 | ↘4589 | ↘4531 |
| 2018  | 2019  | 2020  | 2021  | 2023  |       |       |
| ↘4447 | ↘4360 | ↘4329 | ↘4284 | ↘4211 |       |       |

По ВНП 2010 года башкиры - 7,6 %

## Экономика
Предприятия железнодорожного транспорта, нефтебаза, комбинат Росрезерва.

## Религия
Православные храмы
- Церковь Сергия Радонежского

## Известные уроженцы
- Федеряев, Александр Алексеевич (род. 30 января 1962 года) — артист Башкирского республиканского русского драматического театра. Народный артист Республики Башкортостан (2004).